# Vicente Guerrero, Las Choapas
Vicente Guerrero är en ort i Mexiko.   Den ligger i kommunen Las Choapas och delstaten Veracruz, i den sydöstra delen av landet, 600 km öster om huvudstaden Mexico City. Vicente Guerrero ligger 34 meter över havet och antalet invånare är 234.
Terrängen runt Vicente Guerrero är platt åt sydost, men åt nordväst är den kuperad. Runt Vicente Guerrero är det ganska glesbefolkat, med 29 invånare per kvadratkilometer. Närmaste större samhälle är Nueva Tabasqueña, 13,5 km öster om Vicente Guerrero. Omgivningarna runt Vicente Guerrero är en mosaik av jordbruksmark och naturlig växtlighet.